# Антипівка (Волгоградська область)
Антипівка (рос. Антиповка) — село у Камишинському районі Волгоградської області Російської Федерації.
Населення становить 2724  особи. Входить до складу муніципального утворення Антиповське сільське поселення.

## Історія
Село розташоване у межах українського історичного та культурного регіону Жовтий Клин.
Згідно із законом від 5 березня 2005 року № 1022-ОД органом місцевого самоврядування є Антиповське сільське поселення.

## Населення
| 2002  | 2010  | 2012  | 2013  | 2014  | 2015  | 2016  |
| ----- | ----- | ----- | ----- | ----- | ----- | ----- |
| 3014  | ↘2905 | ↘2884 | ↘2839 | ↘2781 | ↘2750 | ↘2745 |
| 2017  |       |       |       |       |       |       |
| ↘2724 |       |       |       |       |       |       |